# جيرمين جوزيف
جيرمين جوزيف هو منافس ألعاب قوى كندي، ولد في 25 يوليو 1980.

## وصلات خارجية
- جيرمين جوزيف على موقع الاتحاد الدولي لألعاب القوى (الإنجليزية)
- جيرمين جوزيف على موقع اتحاد ألعاب الكومنولث (مؤرشف) (الإنجليزية)